# Андреј Сирацки
Др Андреј Сирацки (Бачки Петровац, 9. децембар 1900 — Братислава, 29. септембар 1988) је био професор филозофије и социологије у Братислави, члан Чехословачке академије наука и један од директора словачке Гимназије Јан Колар у Бачком Петровцу.
Андреј Сирацки родио се 9. децембра 1900. у Бачком Петровцу где је завршио основну школу. У гимназију је ишао у Сарвашу, Новом Саду и Врбасу. Већ као средњошколац је остао без родитеља и радио је у Бачком Петровцу као словослагач али је матурирао и касније се усавршавао у Прагу где је добио титулу доктора на филозофском факултету. Од 1925. ради на гимназији у Бачком Петровцу а од 1944-1948. је био директор. За време Другог светског рада је био затворен у Будапешту а од 1943-1944. је био члан илегалног ослободилачког покрета. После одласка у Словачку је најпре радио као професор филозофије и социологије на универзитету у Братислави, а после као декан и ректор на овом универзитету. Као члан академије наука од 1955. био је председник Словачке академије од 1972.
28 годишње активности Андреје Сирацког на гимназији и у средини било је врло плодно и умногоме је обележило активности ове школе. Он спада у људе који су се укључили у револуционарне покрете у овом друштву и средини и радио је на југословенско-чехословачким пријатељским односима и од једног сеоског младића какав је он био оформила се личност од целонародног значаја.
Умро је 29. септембра 1988. у Братислави.